# Sphaeromyxa longa
Sphaeromyxa longa is een microscopische parasiet uit de familie Sphaeromyxidae. Sphaeromyxa longa werd in 1921 beschreven door Dunkerley. 